# Delia longisetigera
Delia longisetigera är en tvåvingeart som beskrevs av Fan 1984. Delia longisetigera ingår i släktet Delia och familjen blomsterflugor. Inga underarter finns listade i Catalogue of Life.